# بهاریه (آلبوم)
بهاریه، نام آلبوم موسیقی سنتی ایرانی است با صدای محمدرضا شجریان که در دستگاه ماهور و چهارگاه اجرا شده‌است. بخش دیگر این آلبوم حاوی قطعاتی در دستگاه همایون با نوازندگی پرویز مشکاتیان و ناصر فرهنگفر است.

## شرح

### هنرمندان
- خواننده: محمدرضا شجریان
- تار: داریوش پیرنیاکان
- تنبک: همایون شجریان
- سنتور: پرویز مشکاتیان
- آواز و تنبک: ناصر فرهنگفر

### فهرست
- تکنوازی تار
- چهارمضراب
- ساز و آواز (درآمد ماهور، گشایش، داد، خاوران)
- ادامه ساز و آواز (شکسته، چهارگاه، زابل، شوشتری، فرود به ماهور)
- چهار مضراب ماهور
- ریتم‌های ترکیبی گوناگون و ریتم‌های زورخانه
- آواز و تمبک
- قطعاتی در همایون (دونوازی سنتور و تمبک)
- قطعاتی در همایون (دونوازی سنتور و تمبک)
- تکنوازی سنتور
- چهارمضراب همایون

قسمت الف
اجرای قسمت الف، به نوروز سال ۱۳۷۳ بازمی‌گردد؛ این بخش در آواز ماهور و چهارگاه اجرا شده‌است.

برای اجرای این بخش افرادی چون داریوش پیرنیاکان و همایون شجریان با محمدرضا شجریان همکاری داشتند.
قسمت ب
کنسرت در انجمن فرهنگی ایران و ژاپن؛ در این بخش قطعاتی در دستگاه همایون اجرا شده‌است.

برای اجرای این بخش افرادی چون پرویز مشکاتیان و ناصر فرهنگ‌فر با محمدرضا شجریان همکاری داشتند.
(درآمد ماهور)
ز کوی یار می‌آید نسیم باد نوروزی
از این باد ار مدد خواهی چراغ دل برافروزی
(گشایش)
چو گل گر خرده‌ای داری خدا را صرف عشرت کن
که قارون را غلط‌ها داد سودای زراندوزی
(داد، خاوران)
چو امکان خلود ای دل در این فیروزه ایوان نیست
مجال عیش فرصت دان به فیروزی و بهروزی
(شکستهٔ ماهور، چهارگاه)
ندانم نوحه قمری به طرف جویباران چیست
مگر او نیز همچون من غمی دارد شبانروزی
(درآمد چهارگاه)
به عجب علم نتوان شد ز اسباب طرب محروم
بیا ساقی که جاهل را هنی تر می‌رسد روزی
(زابل)
طریق کام جستن چیست ترک کام خود کردن
کلاه سروری آن است که از این ترک بردوزی
(شوشتری)
جدا شد یار شیرینت کنون تنها نشین ای شمع
که حکم آسمان این است اگر سازی و گر سوزی
تحریر و فرود به ماهور
(درآمد ماهور)
به بستان رو که از بلبل طریق عشق‌گیری یاد
به مجلس آی که از حافظ سخن گفتن بیاموزی